# The Saga of the Viking Women and Their Voyage to the Waters of the Great Sea Serpent
The Saga of the Viking Women and Their Voyage to the Waters of the Great Sea Serpent este un film de groază american din 1957 regizat de Roger Corman. Rolurile principale sunt interpretate de actorii Abby Dalton, Susan Cabot și Brad Jackson.

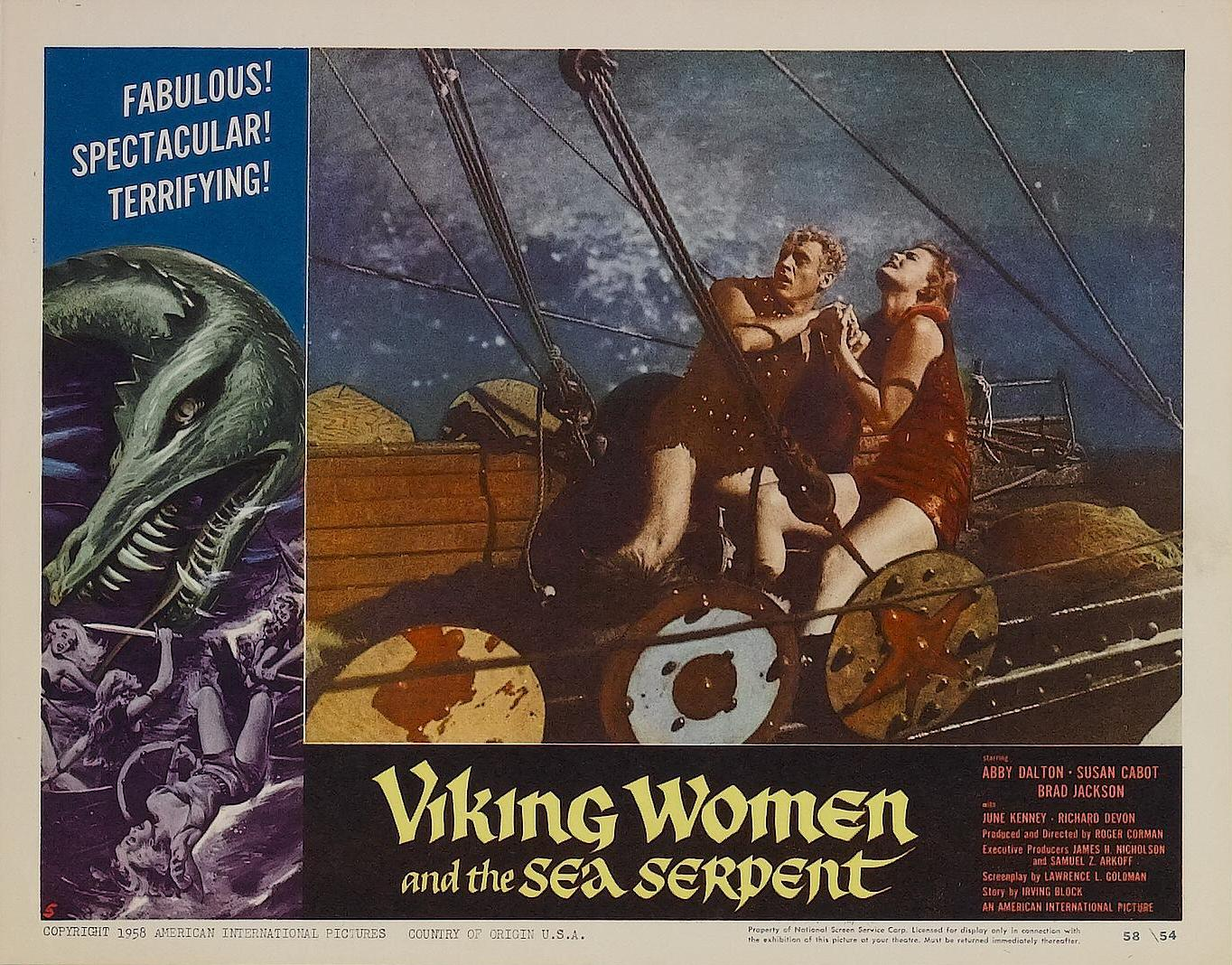

## Distribuție
- Abby Dalton - Desir
- Susan Cabot - Enger
- Brad Jackson - Verdic
- Junne Kenney - Asmild
- Richard Devon - Stark
- Betsy Jones-Moreland - Thyra
- Jonathan Haze - Ottar
- Jay Sayer - Senya
- Lynn Bernay - Dagda
- Sally Todd - Sanda
- Gary Conway - Jarl
- Mike Forrest - Zarko
- Wilda Taylor - Grimolt Dancer